# Riether Werder
Le Riether Werder, aussi appelé Riethscher  Werder (Ostrów en polonais), est une île se trouvant dans le Neuwarper See, une baie de la lagune de Szczecin. C'est la seule île de la lagune qui soit sur le territoire allemand.
La première mention faite à l'île remonte à l'année 1252, lorsque le duc Barnim Ier le Bon de Poméranie a fait don de l'île ainsi que d'autres territoires à l'abbaye d'Eldena. Elle a été rebaptisée du nom slave de Wozstro . Le nom actuel de l'île est un dérivé du village de Rieth situé sur la rive sud de la baie.
L'île de Riether Werder fait partie de l'arrondissement de Poméranie-Occidentale-Greifswald du Land allemand de Mecklembourg-Poméranie-Occidentale et se trouve dans la partie à l’extrême nord-est d'Allemagne. Sa superficie est de 0.79km² et se trouve à environ un kilomètre des rives sud et ouest du Neuwarper See. 
L'île présente un intérêt national en tant que réserve d'oiseaux. De nombreuses espèces rares tel que la sterne pierregarin ou la bécassine des marais peuvent, en effet, y être observées. On y trouve également des pygargues à queue blanche, des busards cendrés, des busards des roseaux, des milans royaux, des milans noirs, faucons crécerelle, faucons crécerelle, faucons hobereau, bondrées apivores et buses variables. L'accès à l'île est interdit; de même que la rive ouest du Neuwarper See, elle fait partie de la réserve naturelle des dunes d'Altwarp, Neuwarper See et Riether Werder.